# ロールス・ロイス RB3011
ロールス・ロイス RB3011 (以前の分類ではRB2011)はロールス・ロイスによって開発された試作プロップファンエンジンである。"オープンローター"エンジンと呼ばれることもある。

## 設計と開発
RB3011は180-300席の旅客機(例ボーイング737やエアバス A320)を対象として設計された。ロールスロイスは1995年にアリソンエンジンを買収して1980年代に製造されたプラット&ホイットニー/アリソン 578-DXプロップファンエンジンを調査した。
エンジンはエンジンナセルの外部に2基の同軸反転式外部回転翼(ファン)を前方と後方の両方に備える。推進式と牽引式の両方のオープンローターの設計はロールスロイスの150席級旅客機市場への多様な試みである長期間の"15-50"構想の一環である。15-50グループの名称は燃料消費率を現行の世代のエンジンよりも15-50%低減するために入手可能で成熟した技術を基にした多様な選択肢に由来する。
オープンローターの設計は騒音をエンジンダクトで抑える構造の通常のターボファンエンジンより騒音が増える事が知られる。前方の回転翼は前方の回転翼端で生じる乱気流の問題を避けるために後部の回転翼よりも大きい。回転翼はエンジンから遊星歯車機構を介して伝達される。これらは大量の熱を生じる。
エンジンはベッドフォードシャーのベッドフォードのAircraft Research Associationで試験が実施された。風洞試験はオランダのマルキネスのDNWで実施された。
通常のターボファンエンジンよりも30%まで航空機の燃料消費率を低減する事が期待される。これがこの設計を選択した主な理由である。認証取得は2017-8年、航空会社への販売開始は2020年以降を予定する。